# Jardín botánico Mora i Bravard
El jardín botánico Mora i Bravard es un jardín botánico dedicado al cactus y otras plantas suculentas, situado en la localidad de Casarabonela, en la provincia de Málaga, España. Contiene unas 2500 especies distintas de plantas pertenecientes a diversas familias botánicas adaptadas a vivir en lugares áridos de zonas tropicales y subtropicales de todo el mundo.
Las áreas geográficas mejor representadas son el sur de África y Madagascar y los desiertos del sur de Estados Unidos y México. No obstante, también alberga numerosos ejemplares de Sudamérica — Perú, Ecuador, Brasil, Chile y Argentina fundamentalmente —, África tropical, Península arábiga, India, Australia, Europa y la región Mediterránea. También hay un espacio especialmente dedicado a las Islas Canarias.

## Historia
La colección de plantas suculentas fue formada por Joan Mora y Edwige Bravard, matrimonio que desarrolló su afición por estas plantas en la isla de Mallorca, hasta que en 1995 se trasladaron a Andalucía y establecieron su colección en la actual ubicación del jardín en Casarabonela. Mora y Bravard cedieron al municipio su colección de cactus y otras plantas, así como los 8.000 metros cuadrados de suelo en los que se ubican a cambio de que se les garantizara la permanencia de legado.

## Organización
Este jardín se compone de cuatro espacios: el patio exterior en el que se descubren las ventajas del uso en jardinería de las plantas xerófitas en general, y de las suculentas en particular; así como la colección ubicada en los invernaderos acristalados de última generación, donde se reparten los diversos géneros y especies según sus zonas geográficas de origen.
La tercera zona es el Centro de Información y Acercamiento a la Cultura de la Sierra de las Nieves, con una zona de información sobre los recursos que conforman la Reserva de la Biosfera de la Sierra de las Nieves.